# ГАЕС Окуміно
ГАЕС Окуміно (奥美濃発電所)) – гідроакумулювальна електростанція в Японії на острові Хонсю. 
Нижній резервуар створили на Неохігашідані, лівій твірній річки Нео, котра впадає ліворуч до Ібі (завершується у Внутрішньому Японському морі на західній околиці Нагої, утворюючи спільне устя з річкою Нагара). Тут звели кам’яно-накидну греблю висотою 98 метрів, довжиною 295 метрів та шириною від 11 (по гребеню) до 458 (по основі) метрів, яка потребувала 3,15 млн м3 матеріалу. Вона утримує водосховище з площею поверхні 0,45 км2, об’ємом 14,5 млн м3 (корисний об’єм 9 млн м3) та припустимим коливанням рівня між позначками 493 та 516 метрів НРМ (під час повені до 517,5 метра НРМ). 
Нижній резервуар створили на Нішігаборатані, правій твірні Ітадорі, яка в свою чергу є правою притокою згаданої вище Нагари. Його утримує бетонна аркова гребля висотою 108 метрів та довжиною 341 метр, яка потребувала 400 тис м3 матеріалу. Крім того, для закриття сідловини зі сточищем Неохігашідані спорудили бетонну гравітаційну греблю висотою 40 метрів та довжиною 95 метрів, на яку пішло 26 тис м3 матеріалу. Разом вони утримують водосховище з площею поверхні 0,39 км2 і об’ємом 17,2 млн м3 (корисний об’єм 9 млн м3).
Від верхнього резервуару до машинного залу прокладено два тунелі довжиною 0,98 км та 0,85 км, які переходять у два напірні водоводи довжиною по 0,81 км. З’єднання із нижнім резервуаром забезпечується за допомогою двох тунелів довжиною дещо менше за 1 км. В системі також працюють два вирівнювальні резервуари, один з яких має висоту 140 метрів та діаметр від 7 до 11 метрів, а інший висоту 136 метрів та діаметр від 2,5 до 6 метрів.
Основне обладнання станції становлять шість оборотних турбін типу Френсіс потужністю по 259 МВт (номінальна потужність станції рахується як 1500 МВт), які використовують напір у 484 метра.